# Joachim Fickert
Joachim Fickert (* 1947 in Rodleben) ist ein deutscher Fußballtrainer.

## Leben
Fickert kam in Rodleben zur Zeit der Sowjetischen Besatzungszone zur Welt und besuchte in der kurz darauf gegründeten DDR die Schule in Stackelitz. Noch vor dem Bau der Berliner Mauer reiste seine Familie per S-Bahn nach West-Berlin aus. Sein Abitur absolvierte er in Neuwied in Rheinland-Pfalz und studierte danach an der Deutschen Sporthochschule in Köln (Abschluss als Diplom-Sportlehrer). Aktiver Sportler war Fickert beim VfL Neuwied und bei der SG Ellingen-Bonefeld-Willroth. Er wurde Trainer beim damaligen Regionalligisten TuS Neuendorf und beim Fußballverband Rheinland. Trainer- und Lehr-Aufträge von der Deutschen Gesellschaft für Technische Zusammenarbeit (GTZ), dem Nationalen Olympischen Komitee (NOK) und dem Auswärtigen Amt (AA) führten Fickert als Inhaber der A-Lizenz des DFB als Entwicklungs- und Sporthelfer zuerst nach Afrika und dann nach Asien.
In den 1980er Jahren trainierte Fickert u. a. die Nationalmannschaften Ruandas und Benins sowie in der ersten Hälfte der 1990er Jahre die U17 der Republik Kongo. In Kambodscha wurde Fickert 1996 der erste Trainer der Fußballnationalmannschaft nach dem zweiten kambodschanischen Bürgerkrieg und blieb bis 2003. Das machte ihn (mit Stand Februar 2023) zum Trainer des Landes mit der längsten Amtszeit.
Danach ging er nach Vietnam zum An Giang FC und kehrte 2006 auf Vereinsebene nach Kambodscha zurück, als er das Traineramt bei Nagaworld FC aus der Hauptstadt Phnom Penh übernahm. In Mali arbeitete Fickert mit Unterbrechungen bis zum Putsch im März 2012 für die Malische Fußballnationalmannschaft insgesamt sieben Jahre, davon die längste Zeit als Technischer Direktor. Eine vergleichbare Aufgabe übernahm er anschließend für die Äthiopische Fußballnationalmannschaft.